# Amphitritides bruneocomata
Amphitritides bruneocomata är en ringmaskart som först beskrevs av Ehlers 1887.  Amphitritides bruneocomata ingår i släktet Amphitritides och familjen Terebellidae. Inga underarter finns listade i Catalogue of Life.